# Stiletto Peak
Der Stiletto Peak ist ein 2.335 m hoher Berg mit einer Schartenhöhe von 380 m in den Methow Mountains, einer Teilkette der North Cascades im US-Bundesstaat Washington. Er liegt in der Stephen Mather Wilderness auf einem Berggrat mit dem Switchblade Peak und dem Jackknife Peak in östlicher Richtung. Der Stiletto Peak liegt außerdem auf der Grenze des North Cascades National Park, 3,6 km nördlich des Hock Mountain. Die Niederschläge an der Nordseite des Berges werden über den Copper Creek in den Bridge Creek abgeführt, während die Südseite in den East Fork Bridge Creek entwässert.

## Klima
Die Wetterfronten stammen vom Pazifik und bewegen sich nordostwärts auf die Kaskadenkette zu, wo sie durch die Berge zum  Aufsteigen (Windstau) gezwungen werden, was wiederum dazu führt, dass die enthaltene Feuchtigkeit in Form von Regen oder Schnee abgegeben wird. Im Ergebnis führt das zu hohen Niederschlägen an der Westseite der North Cascades, insbesondere zu starken Schneefällen im Winter. Aufgrund des ozeanischen Einflusses neigt der Schnee dazu, nass und schwer zu sein, was zu einer hohen Lawinen-Gefahr führt. Im Winter ist es allgemein wolkig; im Sommer jedoch sind aufgrund der Hochdrucksysteme über dem Pazifik oft wenige bis gar keine Wolken am Himmel zu sehen.

## Geologie
In den North Cascades gibt es die raueste Topografie der Kaskadenkette mit schroffen Gipfeln und Graten und tiefen Trogtälern. Geologische Ereignisse vor langer Zeit schufen die abwechslungsreichen Landschaften und drastische Höhenwechsel, aufgrund derer sich die unterschiedlichen Klimate in den Kaskaden herausbildeten. Diese Klimadifferenzen führen zu Unterschieden in der Vegetation und damit zu einer Unterscheidung verschiedener Ökoregionen in diesem Gebiet.
Die Geschichte der Entstehung der Kaskadenkette reicht Millionen von Jahren zurück bis in das Spät-Eozän. Mit dem Überschieben der Nordamerikanischen Platte über die Pazifische Platte ging auch eine Periode der vulkanischen Aktivität einher, die noch anhält.  Zusammengenommen schufen kleine Fragmente der ozeanischen und der kontinentalen Erdkruste, sogenannte Terrane, vor etwa 50 Millionen Jahren die North Cascades.
Während des Pleistozän stießen beginnend vor über zwei Millionen Jahren wiederholt Gletscher vor und zogen sich wieder zurück; in dieser Zeit lagerten sie große Mengen von Geröll in der Landschaft ab. Der U-förmige Querschnitt der Flusstäler ist das Ergebnis dieser Vereisung. Die Hebungen und Verwerfungen bildeten im Zusammenspiel mit der Vereisung die dominanten Prozesse, welche im Gebiet der North Cascades zu den hohen Gipfeln und den tiefen Tälern führten.

## Galerie

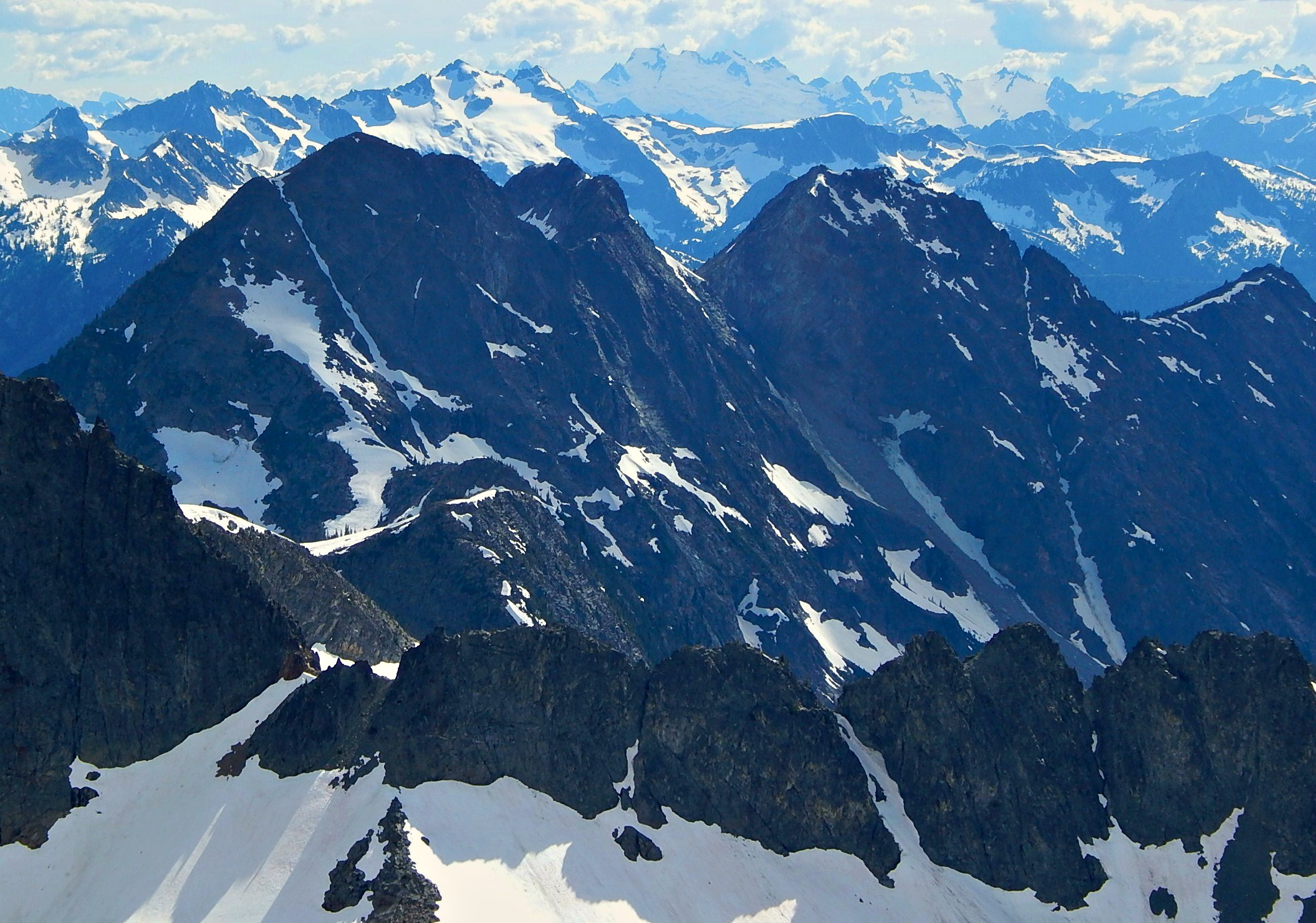
Switchblade Peak und Stiletto Peak vom Wallaby Peak aus